# شمشیر زمردنگار
شمشیر زمردنگار شمشیری در افسانه‌های ایرانی است که متعلق به امیر ارسلان نامدار بوده است. این شمشیر با دانه‌های زمرد تزیین شده بوده است. بر اساس افسانه‌ها مادر فولادزره با خواندن وردی او را از گزند هر سلاحی مصون می‌سازد به جز شمشیر زمرد نگار.
شمشیر در اصل متعلق به سلیمان بوده است و فولادزره از آن محافظت می‌کرده است. علت محافظت از این شمشیر علاوه بر قیمتی بودن آن آسیب‌پذیری فولاد زره از آن و خاصیت ضد سِحر شمشیر بوده است.